# 天祖・諏訪神社

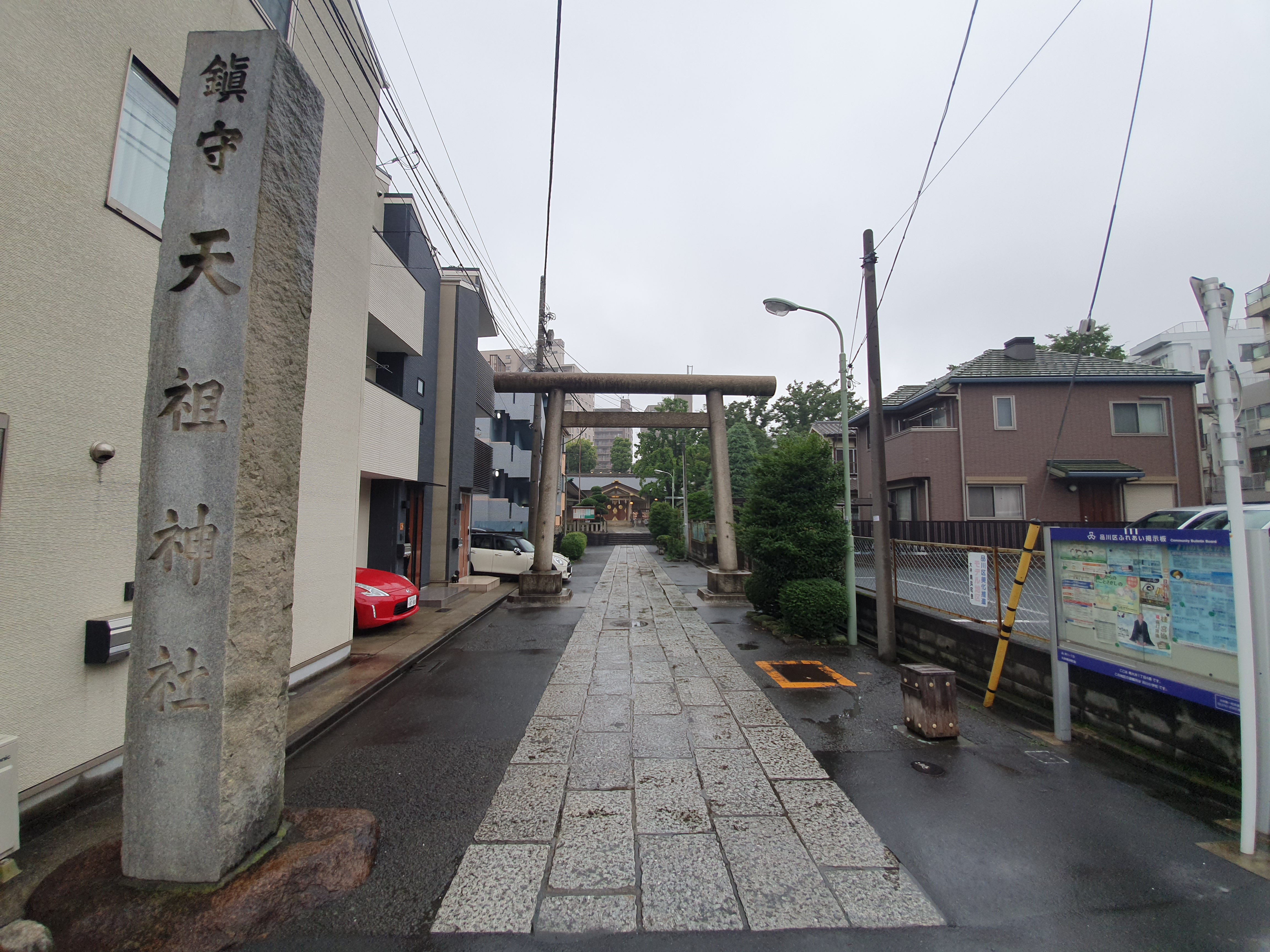
天祖・諏訪神社の参道（2021年）

天祖・諏訪神社（てんそすわじんじゃ）は、東京都品川区南大井にある神社。昭和40年(1965年)に旧東海道沿いに立会川を挟んで並んで鎮座していた天祖神社（南浜川鎮守）と諏訪神社（北浜川鎮守）が合祀してできたものである。

## 由緒
天祖・諏訪神社のひとつであった天祖神社は、建久年間（1190年 - 1199年）の『大井郷之図』に神明社（天祖神社の旧名）としてその姿を確認することができるから、それ以前の創建と考えられる。元は別当寺である来福寺（正暦元年(990年)の創建）の境内にあったとも伝わっている。諏訪神社は、松平土佐守の下屋敷の海岸寄りにあり、寛永8年（1631年）以前のものと言われている。その後、昭和40年（1965年）に天祖神社の改築に伴い、両神社が天祖神社のある場所に合祀された。同時に南大井二丁目にある浜川神社から東海七福神の福禄寿を移した。

## 境内社
- 嚴島神社（摂社）
- 稲荷神社（末社）

## 兼務社
天祖・諏訪神社が管理している神社。
- 浜川神社 品川区南大井2-4-8
- 新井宿 春日神社 大田区中央1-14-1
- 堤方神社 大田区池上1-15
- 池上本町稲荷神社 大田区池上1-34-12
- 八景天祖神社 大田区山王2-8-1

## アクセス
- 京急本線・立会川駅より徒歩1分
- 東京モノレール・大井競馬場前より徒歩10分

## 参考資料
- 天祖・諏訪神社公式サイト